# Lithostege subfuscata
Lithostege subfuscata är en fjärilsart som beskrevs av Otto Staudinger 1901. Lithostege subfuscata ingår i släktet Lithostege och familjen mätare. Inga underarter finns listade i Catalogue of Life.